# Kadua foliosa
Kadua foliosa är en måreväxtart som beskrevs av Wilhelm B. Hillebrand. Kadua foliosa ingår i släktet Kadua och familjen måreväxter. Inga underarter finns listade i Catalogue of Life.